# コルネリア・ドゥムラー
コルネリア・ドゥムラー（Cornelia Dumler、女性、1982年1月22日 - ）は、ドイツの元バレーボール選手。ポジションはウィングスパイカー。元ドイツ代表。

## 来歴
1998年、ドイツ代表に初選出される。2003年の欧州選手権で銅メダルを獲得した。翌年のアテネ五輪に出場した。
2006年の世界選手権、2008年のワールドグランプリなどにも出場した。

## 球歴
- オリンピック - 2004年（9位）
- 世界選手権 - 2006年（11位）
- 欧州選手権 - 2003年（3位）、2005年（9位）、2007年（6位）

## 所属クラブ
- DJK Karbach（2001-2002年）
- USC Münster（2002-2004年）
- Bayer Leverkusen（2004-2005年）
- Volley 2002 Forlì（2005-2007年）
- Pallavolo Ostiano（2007-2008年）
- Esperia Cremona（2008-2009年）
- TSV Ansbach（2009-2010年）